# Marianne Lüdcke
Marianne Lüdcke (* 22. Juli 1943 in Berlin; † 31. Mai 1999 in der Bretagne, Frankreich) war eine deutsche Filmregisseurin, Drehbuchautorin und Schauspielerin.

## Leben
Lüdcke absolvierte die Mittlere Reife und besuchte anschließend die Akademie für Werkkunst und Mode sowie eine Schauspielschule. Zeitweise arbeitete sie danach am Theater. Von 1971 bis 1974 studierte Marianne Lüdcke an der Deutschen Film- und Fernsehakademie in Berlin (dffb). Zeitgleich entstanden ihre frühen Arbeiten bis 1976 regelmäßig in Zusammenarbeit mit ihrem dffb-Kollegen Ingo Kratisch.
Schon ihre frühen Arbeiten zeichneten sich durch ein im bundesrepublikanischen Film selten anzutreffendes Engagement für soziale und Themen aus der Arbeitswelt aus. Dabei beleuchtete die Filmemacherin vor allem die gesellschaftlichen Abhängigkeiten und Lebensumfelder von Arbeitern, wie etwa die eines Schweißers in ihrer ersten bedeutenden Arbeit Die Wollands. Ihre nächste Arbeit Lohn und Liebe zeigte auf, wie die unterschiedliche Bezahlung von Männern und Frauen Auswirkungen auf das Beziehungsgeflecht von Arbeiterpaaren gewinnt und thematisierte obendrein unsolidarisches Verhalten im Falle eines Arbeitskonfliktes. Familienglück wiederum versucht sich Problemstellungen der Arbeitswelt von einer persönlichen Ebene zu nähern und betrachtet die Auswirkungen von wirtschaftlicher Rezession und drohender Arbeitslosigkeit auf das private Glück eines Arbeiterpaares.
Ihren größten Erfolg erlangte Marianne Lüdcke 1979 mit Die große Flatter, ihrer ersten Soloinszenierung nach der Trennung von Kratisch. Der ambitionierte Dreiteiler entstand nach einer Vorlage von Leonie Ossowski und schilderte die von allerlei Schwierigkeiten und unterschiedlichen Lebensentwürfen begleitete Freundschaft zweier junger Männer aus dem Berliner Obdachlosen- und Unterschichtsmilieu. Dieser Film bedeutete zugleich den Durchbruch für Hauptdarsteller Richy Müller. Auch in ihren späteren Arbeiten griff Marianne Lüdcke gesellschaftsrelevante Themen auf und formulierte mit ihren Arbeiten Kritik an sozialen Missständen in der bundesdeutschen Gesellschaft. Seit den 80er Jahren basierten diese Geschichten meist auf literarischen Vorlagen, dreimal aus der Feder Dieter Wellershoffs.
Als in den 90er Jahren die Kommerzialisierung mehr und mehr auch öffentlich-rechtlicher Programmangebote zu bestimmen begann, waren Lüdckes sperrige Inszenierungen mit ihren filmischen Gesellschaftskritiken nicht mehr gefragt, und die Regisseurin blieb fortan notorisch unterbeschäftigt. Ein Jahr vor ihrem Tod entstand ihre letzte Arbeit Mein Freund Balou, eine Mischung aus Road Movie und der Geschichte einer ungleichen Freundschaft.
Marianne Lüdcke, die auch als Gastdozentin an ihrer alten Alma Mater dffb gelehrt hatte, starb während eines Urlaubs in der Bretagne. Sie bzw. einige ihrer Werke wurden mit mehreren Preisen ausgezeichnet, darunter dem Berliner Kritikerpreis, dem Preis der deutschen Filmkritik (für Die Wollands) und dem Adolf-Grimme-Preis mit Silber 1980 (für Die große Flatter, zusammen mit Leonie Ossowski).
Marianne Lüdcke war mit dem Schauspieler Max Volkert Martens verheiratet.

## Filme
Regie, wenn nicht anders angegeben (bis 1976 in Zusammenarbeit mit Ingo Kratisch)
- 1971: Ach, Viola (Kurzfilm, als Schauspielerin)
- 1971: In Kreuzberg (Kurzfilm)
- 1971: Akkord (Kurzfilm)
- 1972: Liebe Mutter, mir geht es gut (als Schauspielerin)
- 1972: Die Wollands (auch Drehbuch)
- 1973: Lohn und Liebe (auch Kamera, Drehbuch)
- 1975: Familienglück (auch Drehbuch)
- 1976: Die Tannerhütte (auch Kamera)
- 1979: Die große Flatter (auch Drehbuch)
- 1981: Polnischer Sommer (als Schauspielerin)
- 1982: Flüchtige Bekanntschaften
- 1983: Liebe ist kein Argument (auch Drehbuch)
- 1984: Die Abschiebung (auch Drehbuch)
- 1987: Pattbergs Erbe (auch Drehbuch)
- 1988: Der schöne Mann (auch Drehbuch)
- 1991: Tatort, Folge: Tödliche Vergangenheit (auch Drehbuch)
- 1995: Peter Strohm, Folge: The Kids
- 1998: Mein großer Freund / Mein Freund Balou